# Alvis TA 14
La Alvis TA 14, chiamata anche Alvis Fourteen, è un'autovettura prodotta dalla casa automobilistica britannica Alvis dal 1945 al 1951.

## Descrizione

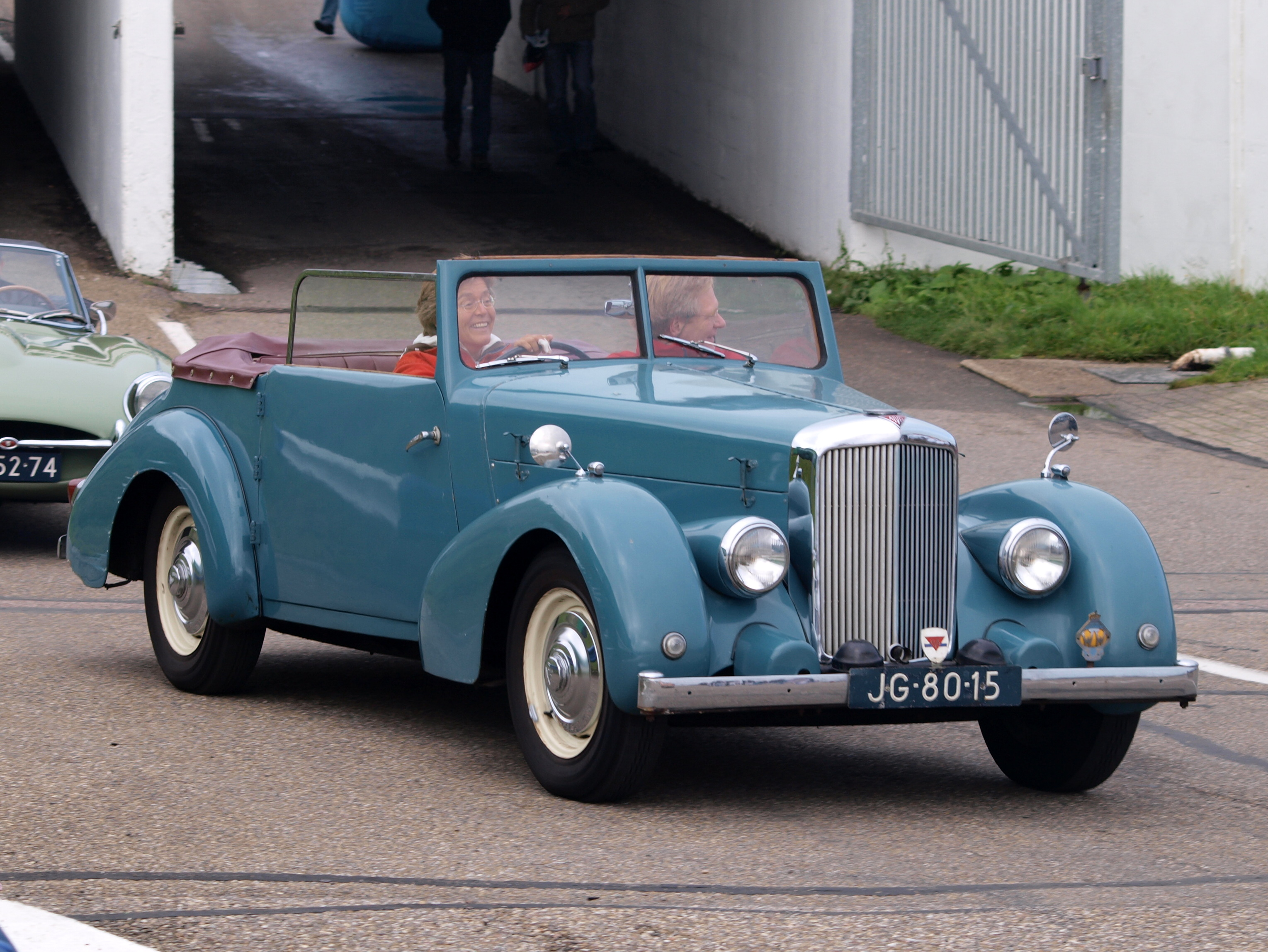
Una Alvis TA 14 cabriolet del 1946

Fu la prima vettura della Alvis a essere prodotta dopo la fine della seconda guerra mondiale. L'intera fabbrica dell'azienda britannica era stata distrutta nella notte di giovedì 14 novembre 1940 da un bombardamento tedesco. Annunciata nel novembre 1945, fu costruita fino al 1951, quando fu sostituita dalla Alvis TA 21.
La TA 14 era disponibile in tre configurazione di carrozzeria: berlina, cabriolet e roadster. Rispetto alla Alvis 12/70, che andava a sostituire, la TA 14 è più larga, con maggiore spazio per i passeggeri seduti sui sedili posteriori..
La TA 14 aveva un motore in linea a quattro cilindri avente una cilindrata di 1.892 cm³, dotato di un carburatore SU e di una distribuzione a valvole in testa ed erogante una potenza di 65 CV (48 kW). Il sistema di scarico del motore, rispetto a quello della 12/70, venne migliorato e fu modificato anche l'impianto di raffreddamento.
Le carrozzerie venivano assemblate sugli stessi telai della Alvis 12/70, ma rispetto a quest'ultimi erano stati allargati e allungati, conservando le stesse sospensioni ad assale rigido con molle a balestra semiellittica. I freni a comando meccanico era forniti dalla Girling. Rispetto alla 12/70 venne dotata di pneumatici più grandi.
La Alvis consegnava solitamente solo il telaio e la meccanica, con il cliente che in seguito faceva installare la scocca da un carrozziere per conto di terzi. La velocità massima è di circa 119 km/h e l'accelerazione da 0 a 97 km/h veniva coperta in 22,2 secondi.